# Государственный строй Колумбии
Государственный строй Колумбии представляет собой президентскую представительную республику, в которой президент Колумбии является главой государства и главой правительства при многопартийной системе. Исполнительная власть принадлежит правительству. Законодательная власть осуществляется правительством и двумя палатами Конгресса Колумбии: Сенатом и Палатой представителей. Судебная власть не зависима от исполнительной и законодательной властей.

## Конституционные реформы
Действующая Конституция Колумбии, принятая 5 июля 1991 года, внедрила принцип состязательности в судопроизводство, тем самым полностью заменив действовавший до того времени Кодекс Наполеона. Другие значительные реформы новой конституции предусматривали гражданские разводы, двойное гражданство, выборность вице-президента и глав департаментов. Конституция расширила базовые гражданские права, включая и право "tutela, " согласно которому человек может потребовать немедленного судебного разбирательства, если чувствует что его или её конституционные права нарушены и нет других способов правовой защиты.

## Исполнительная власть
Президент избирается на 4-летний срок, и с 2005 года может быть переизбран ещё на один срок. Конституция 1991 года восстановила должность вице-президента, который выбирается вместе с президентом. Согласно закону он заменяет президента на его посту в случае отставки, болезни или смерти главы государства.

## Законодательная власть
Двухпалатный колумбийский Конгресс состоит из 102 членов Сената Колумбии и 161 члена Палаты представителей. Сенаторы избираются на основе общенационального голосования, в то время как представители выбираются по своим 32 департаментам. Богота представляет собой отдельный столичный округ и выбирает своих представителей. Члены Конгресса могут избираться неограниченное количество раз. Конгресс собирается дважды в год, также президент может созвать внеочередную сессию Конгресса, если он в том будет нуждаться.

## Судебная власть
Гражданская судебная власть в Колумбии отделена и независима от правительства. Руководящие принципы и общая структура судопроизводства в Колумбии установлены Законом 270 от 7 марта 1996 года. Правовая система Колумбии содержит некоторые элементы устной обвинительной системы. Судебная власть подразделяется на 4 отдельные юрисдикции (гражданскую, административную, конституционную и специальную). Высшими судебными органами Колумбии являются Верховный Суд, Государственный Совет, Конституционный Суд и Высший Судебный Совет. Это иногда порождает противоречивые решения по судебным делам, так как нет ни одного суда, который имел бы власть и преимущество над решениями других трёх.

## Участие в международных организациях
Система центральноамериканской интеграции, Андское сообщество, Карибский банк развития, Союз южноамериканских наций, Продовольственная и сельскохозяйственная организация ООН, G3 соглашение о свободной торговле, Группа 24, Группа 77, Межамериканский банк развития, Международное агентство по атомной энергии, Международный банк реконструкции и развития, Международная организация гражданской авиации, Международная торговая палата, Международный уголовный суд, Международная конфедерация профсоюзов, Международное движение Красного Креста и Красного Полумесяца, Международная ассоциация развития, Международный фонд сельскохозяйственного развития, Международная финансовая корпорация, Международная федерация обществ Красного Креста и Красного Полумесяца, Международная гидрографическая организация, Международная организация труда, Международный валютный фонд, Международная морская организация, Интерпол, Международный олимпийский комитет, Международная организация по миграции, Международная организация по стандартизации, Международный союз электросвязи, Латиноамериканская экономическая система, Латиноамериканская ассоциация интеграции, Меркосур (ассоциативный член), Многостороннее агентство по инвестиционным гарантиям, Движение неприсоединения, Организация американских государств, ОПАНАЛ, ОЗХО, Постоянная палата третейского суда, Группа Рио, Организация Объединённых Наций, ЮНКТАД, ЮНЕСКО, Управление Верховного комиссара ООН по делам беженцев, ЮНИДО, Всемирная организация здравоохранения, Всемирный почтовый союз, Всемирная таможенная организация, Всемирная федерация профсоюзов, Всемирная организация интеллектуальной собственности, Всемирная метеорологическая организация, Всемирная туристская организация, Всемирная торговая организация.